# Decoranewsomites
Decoranewsomites is een geslacht van uitgestorven kreeftachtigen uit de klasse van de Ostracoda (mosselkreeftjes).

## Soort
- Decoranewsomites multicavus (Rozhdestvenskaya, 1972) †